# Cinca Medio
Cinca Medio ist eine Comarca (Verwaltungseinheit) der Autonomen Region Aragonien in Spanien. Sie liegt im Südosten der Provinz Huesca am Mittellauf des Flusses Cinca. Die Comarca hat auf einer Fläche von 573,04 km² 24.363 Einwohner (Stand 1. Januar 2022) und mit 42 Einwohnern pro km² eine der höchsten Bevölkerungsdichten unter den Comarcas des dünn besiedelten Aragonien. Hauptstadt ist Monzón, die größte der neun zugehörigen Gemeinden (Municipios).
Cinca Medio grenzt im Westen an die Monegros, im Nordwesten an Somontano de Barbastro, im Osten an La Litera und im Süden an Bajo Cinca.
Die wichtigsten Wirtschaftsbereiche für die Bewohner der Comarca sind die Landwirtschaft und die Industrie in Monzón.

## Gemeinden
| Gemeinde             | Einwohner (2024) | Fläche km² | Dichte Einw./km² | Cod INE | Postleitzahl |
| -------------------- | ---------------- | ---------- | ---------------- | ------- | ------------ |
| Albalate de Cinca    | 1.142            | 44,23      | 26               | 22007   | 22534        |
| Alcolea de Cinca     | 1.109            | 83,24      | 13               | 22017   | 22410        |
| Alfántega            | 129              | 8,76       | 15               | 22020   | 22416        |
| Almunia de San Juan  | 708              | 35,66      | 20               | 22022   | 22420        |
| Binaced              | 1.601            | 78,49      | 20               | 22060   | 22510        |
| Fonz                 | 893              | 51,86      | 17               | 22110   | 22422        |
| Monzón               | 18.152           | 155,02     | 117              | 22158   | 22400        |
| Pueyo de Santa Cruz  | 323              | 9,29       | 35               | 22193   | 22416        |
| San Miguel del Cinca | 784              | 106,49     | 7                | 22903   | 22413        |
| Comarca Cinca Medio  | 24.841           | 573,04     | 43               | –       | –            |